# Roberto Galán
Roberto Ernesto Galán (Buenos Aires, Argentina; 21 de febrero de 1917 - ib.; 9 de noviembre de 2000) fue un locutor de radio, presentador, publicitario, cantante y gremialista argentino. Fue uno de los fundadores de la Sociedad Argentina de locutores.

## Biografía
Realizó sus estudios en el Colegio Nacional de Avellaneda. Hacía constantes visitas al cabaret Marabú, donde conoció a variados artistas que lo ayudaron a ingresar a la locución en el programa “La hora ferroviaria”, por Radio Porteña. A los 17 años, en 1934, ya había adquirido cierta relevancia como locutor, habiendo colaborado con Radio El Mundo y Radio Belgrano, donde fue jefe de locutores. En los años 1950, viajó a París y Brasil donde cantó tangos, vendió películas argentinas en Argelia y fue dueño de una boite en Río de Janeiro, Brasil. En Caracas, conoció a Juan Domingo Perón, de quien se hizo amigo.
Fue uno de los fundadores, en 1943, de la Sociedad Argentina de Locutores.
Hay rumores de que fue Roberto Galán quien presentó a María Estela Martínez de Perón (exvicepresidenta de Argentina), a quien fuera tres veces Presidente de la Nación Argentina, el General Juan Domingo Perón. Esto habría ocurrido en Panamá en el año 1955 en oportunidad de una fiesta que organizó Perón en el hotel "Washington", en el que Isaac Gilaberte contrató a un grupo de bailarinas, entre las que se encontraba M. Estela Martínez.
A principios de la década de 1960 en Argentina se dedicó a la música y grabó el tango "María" con el seudónimo Roberto Valdez. En 1963 aparece en televisión, como productor y presentador del programa Remates musicales, emitido en el Canal 9 de Argentina, en el que actuó por primera vez la cantante litoraleña María Helena. En 1968 conduce el exitoso ciclo “Si lo sabe, cante”. En noviembre de 1971 estrena el programa Yo me quiero casar, ¿y usted? canal 11 , que llegó a conseguir una cuota de pantalla notable.
Como presentador de televisión condujo “Cine universal” y comentó los conciertos de Andrés Segovia y Friedrich Gulda. Después vendrían los espacios populares que cimentaron su fama: “Remates musicales" (canal 9), "Galanterías" canal 11 y “Gane y diviértase con Roberto Galán” y “El show de Roberto Galán”, en Canal 9, entre otros.
En 1970 participa en la película Pasión dominguera, de Emilio Ariño, que no fue estrenada comercialmente.
En una época mala para la Argentina, Galán se llevaba mal con López Rega y con los militares, por lo que quedó prohibido un tiempo, y luego compró un boliche "Tangolerías", donde realizaba shows y contaba historias.
En el gobierno de Bignone fue “levantado” y condujo el programa televisivo “Cocinando con Galán”, por ATC, para luego volver a conducir "Si lo sabe, cante".
Su último trabajo en la televisión Argentina fue en 1999 conduciendo el regreso del programa Si lo sabe, cante por el canal América hasta el verano de 2000. En septiembre fue internado en la clínica Bazterrica, donde permaneció dos meses y falleció, víctima de un cáncer de próstata, el 9 de noviembre de 2000 a los 83 años.
En 1946 tuvo una sonada relación con la actriz Olga Zubarry, pero al poco tiempo se separaron. Si bien tuvo cinco conocidos romances (La última fue con Alicia Paressi, que había sido productora en varios de sus programas y con quien compartió los últimos 16 años de su vida), solo se casó en una sola oportunidad con la cantante de tango Inés Miguens. Con Miguens tuvo a su única hija, Florencia, quien, a su vez, le dio dos nietos. Florencia tuvo una  relación de muchos años con el conductor Pablo Marcovsky.

## Televisión
- 1971/1998: Yo me quiero casar, y ¿usted?
- 1968/2000: Si lo sabe, cante
- 1963/1967: Remates musicales
- 1963: Mañana seré famoso. Emitido por Canal 7

## Discografía
- 1969: "Roberto Galán Vol.3 y todos cantan" - MUSIC HALL
- ????: "Si lo sabe cante" - MUSIC HALL
- 1970: "Que cante el país Vol.2" - MUSIC HALL
- 1984: "Si lo sabe cante" - EMI
- 1995: "Yo me quiero casar y usted"